# Rauenia bonariensis
La tangara naranjera o naranjero (Rauenia bonariensis), también denominado tangara azul y amarilla (en Perú) o tangara azuliamarilla (en Ecuador), es una especie de ave paseriforme de la familia Thraupidae, la única perteneciente al  género Rauenia, anteriormente colocada en los géneros Thraupis y luego en Pipraeidea (donde algunos autores todavía la mantienen). Algunos autores sostienen que la subespecie R. bonariensis darwinii es una especie separada. Es nativa de regiones andinas del noroeste y oeste de América del Sur y del centro norte de Cono sur.

## Distribución y hábitat
El grupo de subespecies agrupado en la nominal se distribuye desde el sureste y sur de Brasil hacia el sur por Uruguay y este de Argentina, y desde el noroeste de Bolivia por el noroeste argentino, hasta el centro sur de Argentina (escasamente hasta el norte de la Patagonia); algunas aves migran hacia el norte en los invernos australes, hasta el norte de Argentina, Paraguay, este de Bolivia y centro-oeste de Brasil. La subespecie darwinii, considerada por algunos como separada, se distribuye a lo largo del occidente de la cordillera de los Andes, desde Ecuador, por Perú, extremo oeste de Bolivia, hasta el norte de Chile (norte de Tarapacá).
Esta especie es considerada bastante común en una variedad de hábitats naturales: bosques ralos, matorrales, jardines, áreas cultivadas, en las regiones andinas en áreas más áridas entre 1500 y 3000 m de altitud, pero localmente hasta el nivel del mar. Las poblaciones más al norte de la Mata Atlántica del sureste de Brasil parecen ser una colonización reciente a partir del sur y que continúa en expansión, hasta los 800 m de altitud.

## Descripción
Mide entre 16,5 y 18 cm de longitud. y pesa entre 30 y 34 g. Pico: el maxilar es negruzco, la mandíbula gris pálido. Las patas son pardo grisáceas. El iris es  rojizo. Presenta un fuerte dimorfismo sexual. El macho es muy atractivo, con el dorso negro contrastando con la cabeza y pescuezo de color azul vivo con los lores negros, y con la rabadilla amarillo anaranjada, las alas y la cola son negruzcas con las barbas externas ribeteadas de celeste; por abajo también de color amarillo anaranjado. La hembra es más apagada, de color pardo oliváceo por arriba y pardo amarillento por abajo, con la cabeza y los hombros generalmente lavados de azul. La subespecie darwinii es algo menor y tiene el dorso oliváceo y no negro.

## Comportamiento
Anda solitario, en pareja o en grupos y realiza rápidos desplazamientos. Recolecta alimentos en ramas y en el follaje, entre tres y nueve metros de altura, cuando utiliza distintas técnicas. Deglute entero los frutos de tala (Celtis tala), los pellizca sin cortarlo de la planta y también tritura. A los frutos de Ligustrum y naranjillo (Solanum chroniotrichum) los tritura y tira las semillas o a veces los traga enteros. A los frutos de Morus los tritura (como si masticara). También puede cazar insectos en vuelo.

### Alimentación
Su dieta consiste de diversos frutos y semillas, y también puede consumir insectos.

### Reproducción
La reproducción ocurre entre los meses de octubre y febrero. El nido, elaborado y expuesto, tiene forma de taza y es construido con fibras vegetales entrelazadas, sostenido en las ramas a una altura de dos a tres metros del suelo; la construcción demora entre 12 a 13 días. La puesta, en días corridos, es de tres huevos, ovoidales, verdes pálidos o blanquecinos verdosos, con pintas, manchitas y rayitas, pardas oscuras y grises, más concentradas en el polo mayor. Miden 24 x 18 mm en promedio. El período de incubación es de 14 días y los pichones permanecen en el nido 14 días.

### Vocalización
El canto es una serie rítmica de notas suaves, en general a los pares, «tsi-tsur, tsi-tsur, tsi-tsur, tsi», ocasionalmente más desafinada, con patrón menos nítido. Hacia el sur el canto es más fuerte y más enfático.

## Sistemática

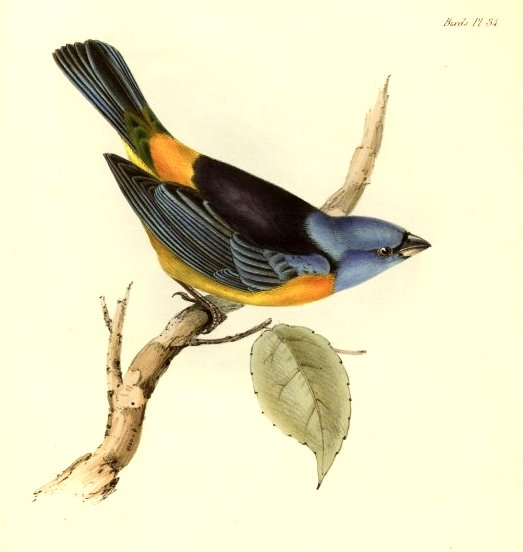
Tanagra darwinii = Rauenia bonariensis, macho, ilustración de Gould en The zoology of the voyage of H.M.S. Beagle, 1839.

### Descripción original
La especie R. bonariensis fue descrita por primera vez por el naturalista alemán Johann Friedrich Gmelin en el año 1789 bajo el nombre científico Loxia bonariensis; su localidad tipo es: «Buenos Aires, Argentina».
El género Rauenia fue propuesto por el ornitólogo alemán Hans Edmund Wolters en el año 1981.

### Etimología
El nombre genérico femenino «Rauenia» es un epónimo cuya dedicación no ha sido explicitada por el autor; y el nombre de la especie «bonariensis» deriva del latín moderno  «Bonaria»: el nombre de Buenos Aires, Argentina.
El nombre genérico propuesto Remsenornis conmemora al ornitólogo estadounidense James Van Remsen Jr. y se compone con la palabra griega «ornis, ornithos»: pájaro.

### Taxonomía
Los amplios estudios filogenéticos recientes demuestran que la presente especie es hermana de Pipraeidea melanonota, en una subfamilia Thraupinae. Como resultado de estos estudios, la presente especie, históricamente colocada en el género Thraupis debido a las semejanzas morfológicas, fue transferida por diversos autores al género Pipraeidea como Pipraeidea bonariensis. El Comité de Clasificación de Sudamérica (SACC) aprobó esta transferencia en la Propuesta N° 437 Parte E.
Un trabajo posterior de Piacentini (2017) demostró que las especies difieren marcadamente en plumaje, morfología, vocalización y comportamiento, y que la colocación de bonariensis en Pipraeidea crearía un género no dignosticable, en fuerte contraposición con los límites genéricos aplicados a otros tráupidos, por lo que se propuso un nuevo género Remsenornis, exclusivo para la especie.
Sin embargo, posteriormente se descubrió que existía un género olvidado Rauenia descrito exclusivamente para la presente especie en 1981 y que tenía prioridad, por lo que Remsenornis pasó a ser un sinónimo del mismo. En la Propuesta N° 867 al SACC se aprobó la transferencia al género propio Rauenia.
La subespecie R. bonariensis darwinii, morfológicamente algo diferente y geográficamente aislada a occidente de los Andes, es considerada como una especie separada de la presente, la tangara de Darwin (Rauenia darwinii), por las clasificaciones Aves del Mundo (HBW) y Birdlife International (BLI).

### Subespecies
Según las clasificaciones del Congreso Ornitológico Internacional (IOC) y Clements Checklist/eBird v.2019 se reconocen cuatro subespecies, con su correspondiente distribución geográfica:
| Comparación de vista dorsal | Comparación de vista dorsal | Comparación de vista ventral | Comparación de vista ventral |
| --------------------------- | --------------------------- | ---------------------------- | ---------------------------- |
|                             |                             |                              |                              |

- Rauenia bonariensis darwinii (Bonaparte), 1838 – pendiente del Pacífico de los Andes desde Ecuador al norte de Chile. Posee el dorso verde oliva y el vientre es amarillo también con tendencia al oliváceo, además de las hembras ser más coloridas que en el grupo bonariensis.

- En el grupo politípico bonariensis, las 3 subespecies que lo integran son muy similares, con machos de vientre amarillo-naranja y el dorso de color negro; las hembras en cambio son pardas prácticamente en su totalidad:
  - Rauenia bonariensis composita (J.T. Zimmer), 1944 – Andes orientales del centro de Bolivia.
  - Rauenia bonariensis schulzei (Bordkorb), 1938 – Paraguay y Argentina (desde el norte, al oeste de los ríos Paraguay y Paraná hasta Mendoza, Neuquén, Río Negro y Chubut).[11]
  - Rauenia bonariensis bonariensis (Gmelin), 1789 – sureste y sur de Brasil, hasta Uruguay y este de Argentina (al sur hasta Buenos Aires).[11]